# Полтавченко Георгій Сергійович
Полтавченко Георгій Сергійович (рос. Полтавченко Георгий Сергеевич; нар. 24 лютого 1953, Баку, Азербайджанська РСР) — російський державний і політичний діяч. Голова ради директорів АТ «Об'єднана суднобудівна корпорація» (з 2018 року). Губернатор Санкт-Петербурга з 31 серпня 2011 року по 3 жовтня 2018 року (тимчасово виконуючий обов'язки губернатора Санкт-Петербурга з 5 червня по 24 вересня 2014 року). Генерал-лейтенант податкової поліції у відставці.

## Біографія

### Юність та початок кар'єри
Георгій Полтавченко народився 24 лютого 1953 року в Баку, батько — офіцер Червонопрапорної Каспійської флотилії, командир дивізіону протичовнових кораблів. У 1960 році сім'я переїхала до Ленінграда.
У 1970 році закінчив ленінградську фізико-математичну школу № 211.
У 1972 році брав участь у будівництві Камського автозаводу, у 1976 році закінчив Ленінградський інститут авіаційного приладобудування (нині — ГУАП) (інженер-механік із приладів авіаційно-космічної медицини), після чого працював інженером на оборонному підприємстві НВО «Ленінець».

## Санкції
Георгій Полтавченко, як голова ради директорів, несе відповідальність за підтримку, матеріальну чи фінансову, дії, які підривають або загрожують територіальній цілісності, суверенітету та незалежності України.
7 квітня 2022 року Георгій Полтавченко доданий до санкційного списку США.
19 жовтня 2022 року доданий до підсанкційного списку в Україні.